# Alto dos Gaios
Alto dos Gaios é um bairro no Estoril, na Freguesia de Cascais e Estoril do Município de Cascais, encontrando-se situado imediatamente à beira da A5, a auto-estrada Lisboa - Cascais.
Apesar de estar inserido numa zona urbana com baixa densidade  populacional, o Alto dos Gaios apresenta uma grande zona verde em que coabitam a fauna e flora local, como por exemplo Pinheiros Mansos e a espécie que dá o nome ao bairro - o Gaio.
Aqui localiza-se o Parque Urbano do Bosque dos Gaios, que oferece um grande de espaço verde (2,5 hectares) com áreas de descanso e lazer.